# Spada 2000
Lo Spada 2000 è un sistema missilistico superficie-aria costruito dalla MBDA.
È una versione sviluppata a partire dallo Spada e può utilizzare sia i missili Aspide che la versione migliorata Aspide 2000, e può operare in un ambiente ECM e ognitempo.
Lo Spada 2000 è integrato con una serie di shelter che permettono mobilità tattica e strategica, incluso il trasporto su un C-130. 
Il cuore della batteria consiste in un centro di rilevamento, che controlla due sezioni di fuoco (espandibili a quattro), ciascuna delle quali con due lanciatori, ciascuno con 6 missili, per un massimo di 48 missili di pronto impiego.
È in corso la sua sostituzione per obsolescenza con il sistema SIRIUS, dotato del radar di scoperta multifunzione KRONOS 3D LAND di Leonardo e di tre lanciatori a otto celle di missili CAMM.

## Sviluppo
I primi sistemi Spada iniziarono ad essere consegnati all'Aeronautica Militare Italiana nel 1983. Le batterie furono acquisite con contratti successivi: al primo contratto per 4 batterie seguì un ulteriore contratto per 5 e con un nuovo ordine le sezioni di fuoco vennero portate a 3. In seguito ad un mancato accordo con le forze armate statunitensi che prevedeva l'acquisto di 4 batterie, queste vennero incorporate dall'aeronautica italiana. Il numero complessivo di batterie acquisite ammontava così a 12 tutte con 3 sezioni di fuoco. I successivi interventi di aggiornamento tecnico, riconfigurazione delle batterie e riordino della forza armata portano, nel 2012, ad una dotazione ufficiale di 7 batterie, di cui 4 ad alta rischierabilità e 1 addestrativa.
Una batteria composta da due sezioni di fuoco venne fornita alle forze armate thailandesi.
La prima fase di miglioramenti cominciò nel 1996 e si concluse nel 1999, culminando nello Spada 2000 che venne consegnato all'Ejército del Aire.
Nel 2003 si giunse alla seconda fase di miglioramenti, lo Spada 2000 Plus.
Nel settembre 2007 anche la Pakistan Air Force ha ordinato 10 sistemi nella versione Spada 2000 Plus al costo di 415 milioni di euro, comprensivi anche della realizzazione delle infrastrutture locali per la manutenzione dei sistemi.
In seguito all'invasione russa dell'Ucraina del 2022 alcuni sistemi Spada sono stati portati in Ucraina in modo da costruire una certa capacità di difesa antiaerea dagli attacchi russi.

## Operatori
- Italia: l'Aeronautica Militare ha acquistato 12 batterie SPADA da tre sezioni di fuoco, in dotazione al 2º Stormo[6]
- Thailandia: ha acquistato 1 batteria SPADA da due sezioni di fuoco
- Spagna: l'Ejército del Aire ha acquistato 1 batteria SPADA composta da due Sezioni di Fuoco
- Pakistan: ha acquistato 10 batterie SPADA 2000 plus e 750 missili ASPIDE 2000, con consegne a partire dal 2010